# Dixa kaplani
Dixa kaplani är en tvåvingeart som beskrevs av Wagner, Freidberg och Ortal 1992. Dixa kaplani ingår i släktet Dixa och familjen u-myggor.
Artens utbredningsområde är Israel. Inga underarter finns listade i Catalogue of Life.